# 吼吼熊

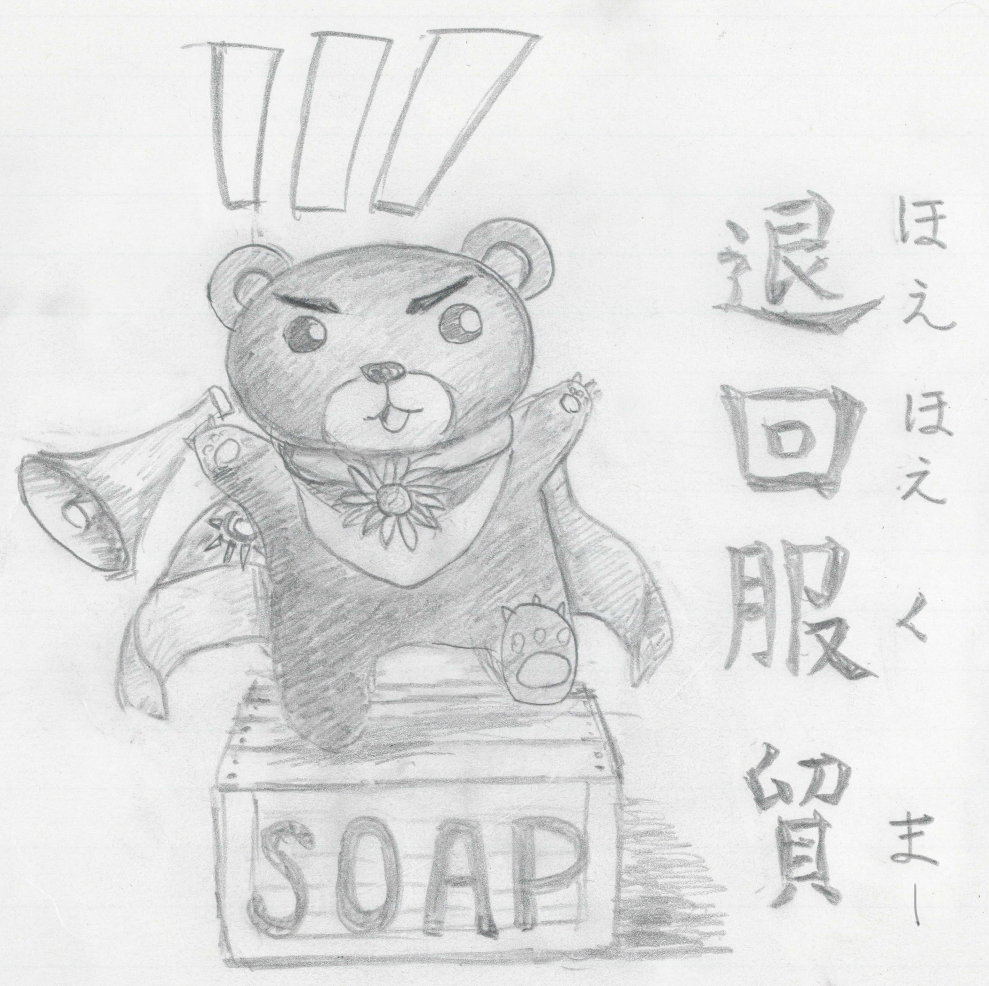
一張描繪要求退回《海峽兩岸服務貿易協議》之吉祥物吼吼熊的插畫。

吼吼熊（日语： Hoe Hoe Kuma）是指在臺灣學生在2014年3月18日佔領立法院並且進而引起太陽花學運時，學生透過在Niconico動畫網站上直播當時議場的情況。之後日本當地出現了以「退回服貿」的口號為概念，創造出吉祥物吼吼熊以及製作相關的影片與漫畫以表示對於行動的支持，並且隨著圖片的增加也開始在網際網路上形成一股風潮。

## 背景
2014年3月18日，反對《海峽兩岸服務貿易協議》獲得存查的抗議學生佔據了立法院議場。到了3月19日早上不少日本網友便陸陸續續報導了這件消息，之後日本新聞媒體也跟進報導佔領議場的行動。但是在絕大部分日本主流媒體則是以低調報導處理的情況下，絕大部份的資訊取得則是透過網際網路上的新聞和節目獲知。而參與佔領立法院議場的臺灣學生「Longson Chang」自3月19日10時開始，透過iPad的鏡頭而在Niconico動畫的Niconico生放送網頁上傳播當時立法院議場的狀況。這些轉播廣泛受到日本民眾的關注，其中光是2014年3月21日的觀看直播人數就累計達到100萬人；到了3月27日18時觀看直播人數更是超過385萬人，而對於影片的評論也接近至230萬則。
而日本的Yahoo! Buzz熱門討論區當中，臺灣學生佔領立法院的新聞甚至在下午2時一度衝上排行榜第1名，勝過日本內閣總理大臣安倍晉三參訪綜藝節目的新聞。其中曾經翻譯過《虞美人草》的翻譯人員茂呂美耶表示到了3月22日時，許多日本網友已經透過網際網路而知道這件事情，並且就其所看到的範圍幾乎所有人都對於行動表示支持態度。而日本知名的網際網路評論員KAZUYA則錄製影片提到：「從經濟面來看，中國資金、中國企業家大量進入臺灣，臺灣會變成怎樣呢？可能變成臺灣中國化，如果兩岸統一了，大事就不妙了，中國勢力進入太平洋，接下來沖繩就危險了！」

## 發展
在臺灣學生於Niconico動畫網站上開始播放立法院議場現場直播後，並且於Niconico動畫官方新聞頻道上也轉播現場情況後，日本網友發現反對《海峽兩岸服務貿易協議》的臺灣學生經常呼喊「退回服貿！捍衛民主！」的口號後。由於實況器材僅有一台iPad mini使得收音無法與專業器材匹敵，因此觀眾無法聽清楚距離iPad mini較遠之聲音。再加上不明白中文的情況下，許多Niconico動畫用戶便半惡搞、半支持地改成發音相近的以日語的或者是稱呼或者評論。而在直播過程中學生們只要喊出「退回服貿」的口號，其底下的字幕留言就會出現一整片的彈幕。
而由於這句日語轉換成中文後的意思即為「吼吼熊」或者是「吠吠熊」，因此一些擅長繪畫的日本網友便在Niconico靜畫投稿了許多吼吼熊的圖案以表達對於反對《海峽兩岸服務貿易協議》的支持。這些圖片投稿標籤經常便是使用吼吼熊的日語稱呼，並且常常獲得包括「臺灣加油」（台湾加油）等的評論。而吼吼熊在外觀上則有許多不同之設計，這包括有穿上熊裝幫臺灣加油的美少女、高舉雙手並要求退回《海峽兩岸服務貿易協議》的Q版熊隻、披著中華民國國旗的寫實版本臺灣黑熊等等，甚至還有描繪出吼吼熊踢擊代表中國大陸的大貓熊的圖像。

## 影響
吼吼熊的用法出現後很快便成為了日本網友支持台灣反對《海峽兩岸服務貿易協議》行動的「吉祥物」，甚至有網友因此畫了不同內容的吼吼熊漫畫公仔並且放在網際網路上供網友轉載。而在許多Facebook以及Twitter的討論中也廣泛地使用吼吼熊作為使用的圖片，甚至還出現了用象徵熊的顏文字「（・(ｪ)・）」作為代表的使用方式，而包括《自由時報》、《蘋果日報》等臺灣的新聞媒體也對於這一現象有所報導。關於日本創造吼吼熊並且製作相關影片與漫畫一事，一些日本網友認為藉由圖像表達對於臺灣公民運動的支持是個不錯的做法，而一些臺灣網際網路用戶則表示感動並且稱呼「日本是臺灣之友」。另外《哈芬登郵報》日文版轉載的文章中，則是將日本網友創造的吼吼熊舉動與先前克里米亞新任檢察總長上任所帶來的反應作為兩則相似案例。在文章中認為這些可愛的圖像一方面使人無法知道臺灣和克里米亞發生何種嚴肅狀況，但是另外一方面卻又是以另外一種方式將事件重新詮釋、甚至這些內容還進一步影響日本以外的地區。

## 外部連結
- （日語） http://dic.nicovideo.jp/a/%E3%81%BB%E3%81%88%E3%81%BB%E3%81%88%E3%81%8F%E3%81%BE%E3%83%BC （页面存档备份，存于）
- （日語） http://seiga.nicovideo.jp/tag/%E9%80%80%E5%9B%9E%E6%9C%8D%E8%B2%BF（页面存档备份，存于）
- （日語） http://live.nicovideo.jp/watch/lv173117558（页面存档备份，存于）